# Novo Mundo
Novo Mundo is een gemeente in de Braziliaanse deelstaat Mato Grosso. De gemeente telt 7.216 inwoners (schatting 2009).